# Ihor Kuhut
Ihor Hryhorowycz Kuhut, ukr. Ігор Григорович Кугут; ros. Игорь Григорьевич Кугут – Igor Grigorjewicz Kugut (ur. 22 kwietnia 1984 w Kijowie) – ukraiński hokeista, reprezentant Ukrainy.

## Kariera
- Mietałłurg Sierow (2002)
- Gazowik Tiumeń (2002-2007)
  -  Gazowik Uniwier (2002-2007)
- Sokił Kijów (2007-2008)
- Zauralje Kurgan (2008-2009)
- Progriess Głazow (2009-2010)
- Iżstal Iżewsk (2010-2011)
- HK Lipieck (2011)
- Donbas Donieck 2 (2011-2012)
- Dynamo Charków (2012-2013)
- Biłyj Bars Biała Cerkiew (2013-2014)
- Zauralje Kurgan (2014-2016)
- Donbas Donieck (2016-2017)
- Lehion Kałusz (2022-)

Wychowanek Sokiła Kijów. Przez wiele lat występował w klubach rosyjskich. Od sierpnia 2014 zawodnik Zauralje Kurgan. W maju 2015 przedłużył kontrakt z klubem. Od maja 2016 ponownie zawodnik Donbasu Donieck. Przed sezonem 2017/2018 został asystentem trenera Donbasu, Serhija Witera. Po wznowieniu kariery zawodniczej przed sezonem 2022/2023 został zawodnikiem Lehionu Kałusz. 
Występował w kadrach juniorskich Ukrainy na mistrzostwach świata. Uczestniczył w turniejach mistrzostw świata 2014, 2015, 2017 (Dywizja I).

## Sukcesy
Klubowe
- Złoty medal mistrzostw Ukrainy: 2008 z Sokiłem Kijów, 2012 z Donbasem Donieck 2, 2017 z Donbasem Donieck
- Srebrny medal mistrzostw Ukrainy: 2014 z Biłyj Bars Biała Cerkiew

Indywidualne
- Ukraińska Hokejowa Liga (2016/2017): pierwsze miejsce w klasyfikacji +/- w sezonie zasadniczym: +43[6]